# Harige langsprietwapenvlieg
De harige langsprietwapenvlieg (Stratiomys longicornis) is een vliegensoort uit de familie van de wapenvliegen (Stratiomyidae). De wetenschappelijke naam van de soort is voor het eerst geldig gepubliceerd in 1763 door Scopoli.